# Jezioro Rejowskie

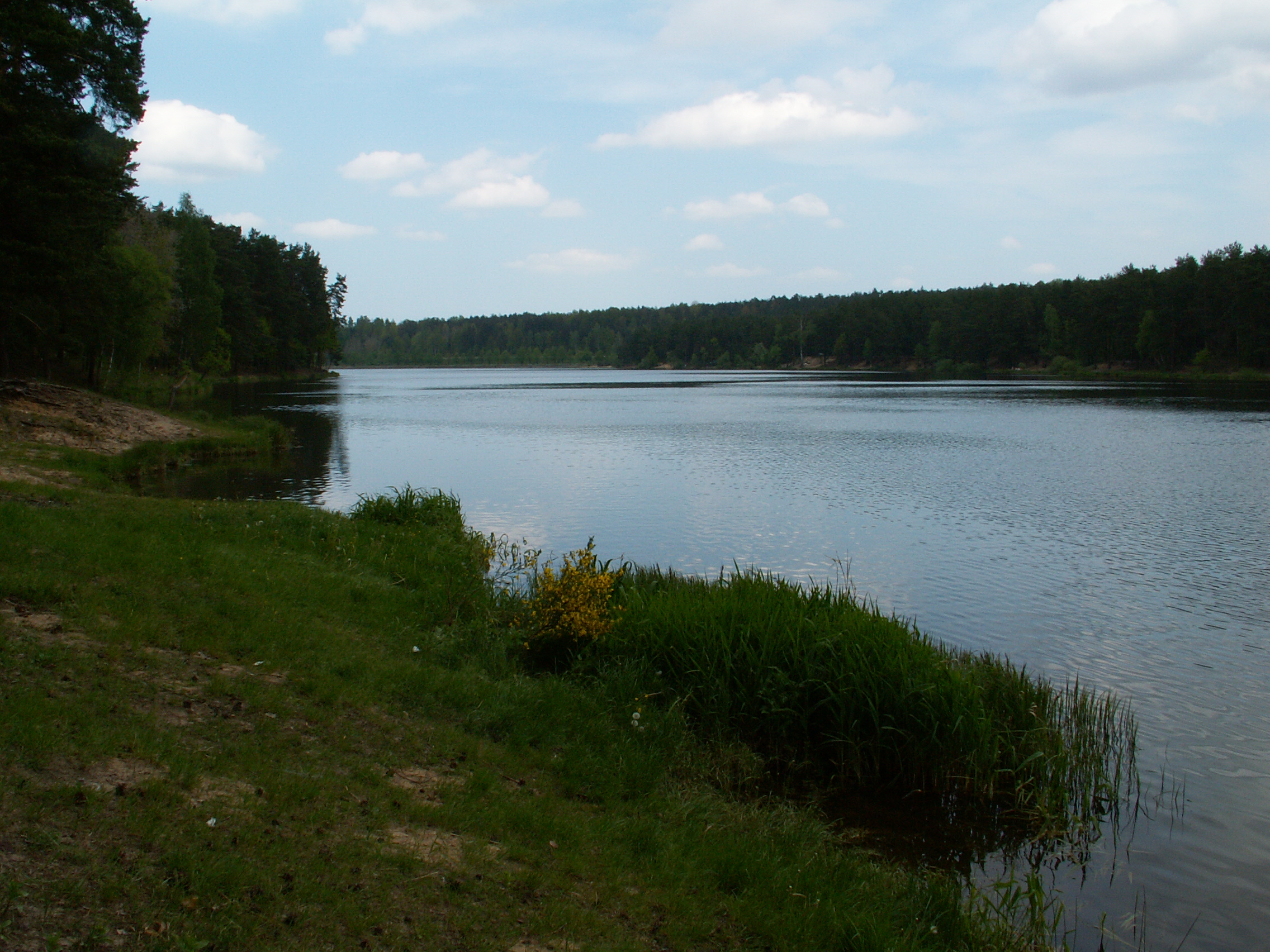
Zalew Rejów

Jezioro Rejowskie (Zalew Rejów) – zbiornik retencyjny na rzece Kamionce w Skarżysku-Kamiennej.
Zbiornik powstał na początku XIX wieku. Podczas I wojny światowej został zniszczony, ale w 1925 roku doczekał się odbudowy i w takim stanie dotrwał do 1939, kiedy to ponownie uległ zniszczeniu. Po II wojnie światowej został kolejny raz odbudowany przez Fabrykę Uzbrojenia w celu zaspokojenia potrzeb wodnych późniejszych Zakładów Metalowych MESKO znajdujących się w Skarżysku-Kamiennej.
W chwili obecnej pełni rolę zbiornika wyrównawczego oraz miejsca rekreacyjnego i jest administrowany przez Świętokrzyski Zarząd Melioracji i Urządzeń Wodnych w Kielcach.
Po stronie zachodniej zalewu znajduje się ośrodek rekreacyjny Rejów, a zaraz za nim Muzeum im. Orła Białego. Poniżej zapory, blisko muzeum, znajdują się ruiny wielkiego pieca.
Dane ogólne zalewu Rejów:
- powierzchnia: 30 hektarów
- całkowita pojemność: 1 200 000 m³
- poziom piętrzenia: 244,85 m n.p.m.